# طعمه سرد
طعمه سرد (به انگلیسی: Cold Prey) یک فیلم اسلشر محصول سال ۲۰۰۶ سینمای نروژ به کارگردانی رور اوثاگ با بازی اینگری بولسه بردال، رولف کریستین لارسن و ویکتوریا وینگ است.
در سال ۲۰۱۷، استودیو دبلیو، دبلیو-ای حقوق بازسازی انحصاری انگلیسی زبان این فرنچایز را به دست آورده و قراردادی را برای خرید فیلمنامه‌ای که کیسی لا اسکالا در حال نوشتن آن است، امضا کرده است. این بازسازی آمریکایی نیز طعمه سرد نام خواهد داشت. دنبالهٔ این فیلم تحت عنوان طعمه سرد ۲: رستاخیز در سال ۲۰۰۸ به نمایش درآمد.

## داستان
پنج جوان نروژی برای اسنوبرد به کوه‌ها می‌روند. یکی پایش می‌شکند و به زودی هوا تاریک می‌شود، بنابراین آن‌ها شب را در یک هتل متروکه بزرگ که ۳۰ سال پیش بسته شده بود، می‌گذرانند. اما آن‌ها تنها نیستند.

## تولید
این فیلم در قله یوتونهایمن فیلمبرداری شده است. هلیکوپترها ۲۰ تن تجهیزات را به بالای کوهی که دمای آن زیر ۲۵- درجه سانتیگراد بود پرواز کردند. ۲ سال فیلمبرداری و ۹ ماه دیگر برای جلوه‌های بصری و تدوین طول کشید.

## انتشار
این فیلم در ۱۳ اکتبر ۲۰۰۶ در نروژ و در ژانویه ۲۰۰۷ بخشی از ۱۳. جشنواره بین‌المللی فیلم اسلم دنس در یوتا، ایالات متحده آمریکا به نمایش درآمد. از فوریه ۲۰۱۵ حقوق ویدیوی درخواستی توسط هولو در ایالات متحده بدست آمد.

## گیشه
این فیلم نهمین فیلم پرفروش سال در نروژ بود.

## دنباله‌ها
- طعمه سرد ۲ (۲۰۰۸)[۹]
- طعمه سرد ۳ (۲۰۱۰)